# Reducción (Córdova)
Reducción é um município da província de Córdova, na Argentina.